# Signiphora frequentior
Signiphora frequentior is een vliesvleugelig insect uit de familie Signiphoridae. De wetenschappelijke naam is voor het eerst geldig gepubliceerd in 1953 door Kerrich.